# Korona Szálló (Kiskunfélegyháza)

A Korona Szálló 1886-ban, vendéglő, szálloda és kultúrház céljaira emelt épület Kiskunfélegyházán.
Tervezője Szentpály József szegedi építész, kivitelezői Jirászek Nándor és Krausz (más forrás szerint Krauss) Lipót voltak.
Az épület előtt eredetileg a Duttyán fogadó és korcsma állt, ennek lebontásáról azonban 1883-ban döntött a közgyűlés, mert állapota leromlott, azonkívül Ny-K-i tájolásánál fogva akadályozta az É-D-i irányú kereskedelmet. Az építésre kiküldött bizottság tervpályázatot hirdetett, amelynek alapján Szentpály kapta a megbízást, nevezetesen, hogy tervezzen homlokzatot annak az alaprajznak az alapján, amelyet Pártos Gyula és Lechner Ödön készített 1883-ban. Az építkezést 1885-ben kezdték meg. 1886-ban már megtartották a bokréta ünnepélyt. A felépült vendéglő színházteremből, két mellékteremből, 21 szobából és egyéb melléképítményekből (istálló, kocsiszín, pince, konyha) állt. Függönyeit Lengyel Lőrinc szegedi kárpitos szállította, a belső berendezés tartalmazott ezen kívül 100 darab Thonet-széket, két darab csillárt, két darab neoreneszánsz díszítésű tükröt.
A szállót 1887-ben nyitották meg, ebben az évben az előtte lévő régi vendégfogadót is lebontották. Itt működött az Úri Kaszinó Egyesület.
A századfordulón többször javították az épületet, belső festést kapott, a stukkókat aranyozták. 1908-ban tervbe vették, hogy ide költöztetik a városi hivatalokat, mert azok számára az épület mellett lévő régi városháza már szűknek bizonyult. A tervek szerint először csak az épület déli részét, azaz a díszterem és a városház közötti részeket foglalták volna le hivatalok céljára, 3 év múltán az egész épületet, mert ekkor járt le a bérleti szerződés. A tervekből azonban nem lett semmi, mert a régi városházát lebontották és helyébe felépítették a ma is álló újat.
1945 után mindenes intézményként működött, 1957-ben költözött bele a Móra Ferenc Művelődési Központ, mely azóta is az épületben található. (A művelődési központot 2011-ben összevonták a Petőfi Sándor Városi Könyvtárral.)
Az épületet, mely részben szállodaként is üzemelt, 1986-ban életveszélyessé nyilvánították, a mentőmunkálatok 1987-ben kezdődtek meg. Két ütemben javították ki, a második ütem 1994-ben kezdődött. A felújított épületet 1996-ban adta át Göncz Árpád. A csillárokat eredeti dokumentumok alapján Eskulits Tamás szobrászművész készítette el, helyreállították a lépcsőket és a díszkorlátot is.
2007-ben ideiglenesen az épület földszintjén működött a postahivatal. A Magyar Posta kiköltözése után OTP bank nyílt a helyén.
2008-tól itt működik a Holló László Képzőművész Kör. Az egykori szálló emeleti helyiségeit 2010-ben adták át.